# Subenhara
Subenhara ist der Name einer niederländischen Schnittkäsesorte. Er wird aus pasteurisierter Kuhmilch hergestellt, hat 48 % Fett in der Trockenmasse, eine buttergelbe Farbe und riecht nur schwach. Die Reifungszeit beträgt sechs bis acht Wochen. Der Käse wird durch eine nicht-essbare Wachsrinde geschützt. Der Geschmack ist mild. Eine Variante mit Brennnesseln ist von würzigerem Geschmack. Weitere Varianten gibt es mit Kräutern, Knoblauch, Senf, Bockshornklee und Koriander. Subenhara aus Ziegenmilch ist pikanter und hat eine weiße Farbe.
Der Energiegehalt liegt bei 1550 kJ pro 100 Gramm Käse.